# Церковь Николая Чудотворца (Русский Пимбур)
Церковь Николая Чудотворца — полуразрушенный храм в селе Русский Пимбур Спасского района Пензенской области.

## История
Каменный однопрестольный храм был заложен 19 июля 1868 года. Построен в 1874 году под руководством протоиерея города Керенска (в настоящее время Вадинск) Иоанна Толузакова и освящен 27 октября этого же года. До него в селе стояла деревянная церковь, сооруженная в 1797 году, которая обветшала к 1864 году, и вместо неё был построен молитвенный дом, временно обращенный по указу консистории от 2 сентября 1866 года в церковь и освященный во имя Святого Николая Чудотворца. После постройки нового каменного храма молитвенный дом прекратил своё существование.
Архитектура церкви Николая Чудотворца — русско-византийская эклектика. Двухсветный четверик храма несёт на себе световой барабан, увенчанный главой. С востока к нему примыкает небольшая прямоугольная апсида, а с запада — такая же маленькая трапезная. Колокольня — трехъярусная столпообразная. Её первый ярус завершается мощными арками с килевидным подвышением, опирающимися на пилястры, которые имитируют собой закомары древнерусских храмов. Аналогичным образом отмечена центральная часть боковых фасадов храма. «Русскую» тему здания церкви продолжают архивольты оконно-дверных проемов и завершения граней верхнего яруса колокольни.

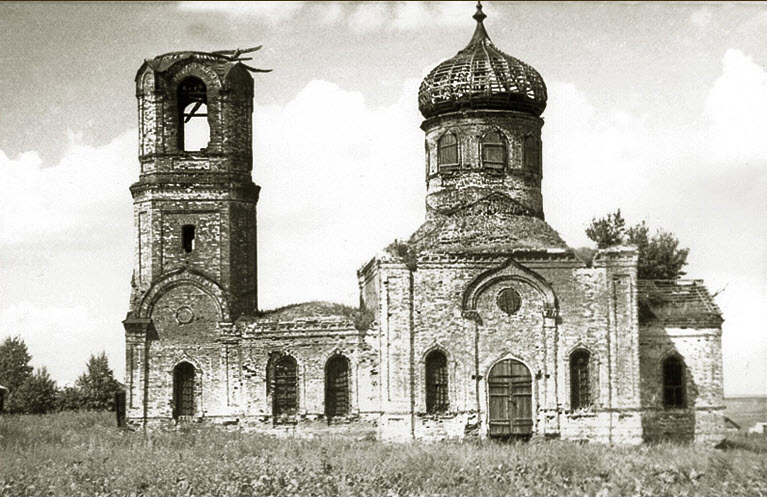
Церковь в советское время

В 1930 году, время советского гонения на церковь, храм был закрыт и приспособлен под клуб и избу-читальню. Позже здание церкви было заброшено и в настоящее время находится в руинированном состоянии. Восстановительные работы не ведутся.